# 新界區專線小巴20P線
新界區專線小巴20P線是香港一條來往鳳園至大埔墟站的專線小巴路線，為鳳園路沿綫及嵐山之居民提供全日行走之對外交通。

## 歷史
- 2015年6月14日：20A鳳園的特別班次獲獨立編號為20P，並調整行車路線、服務時間及班次。[4]

## 行車路線

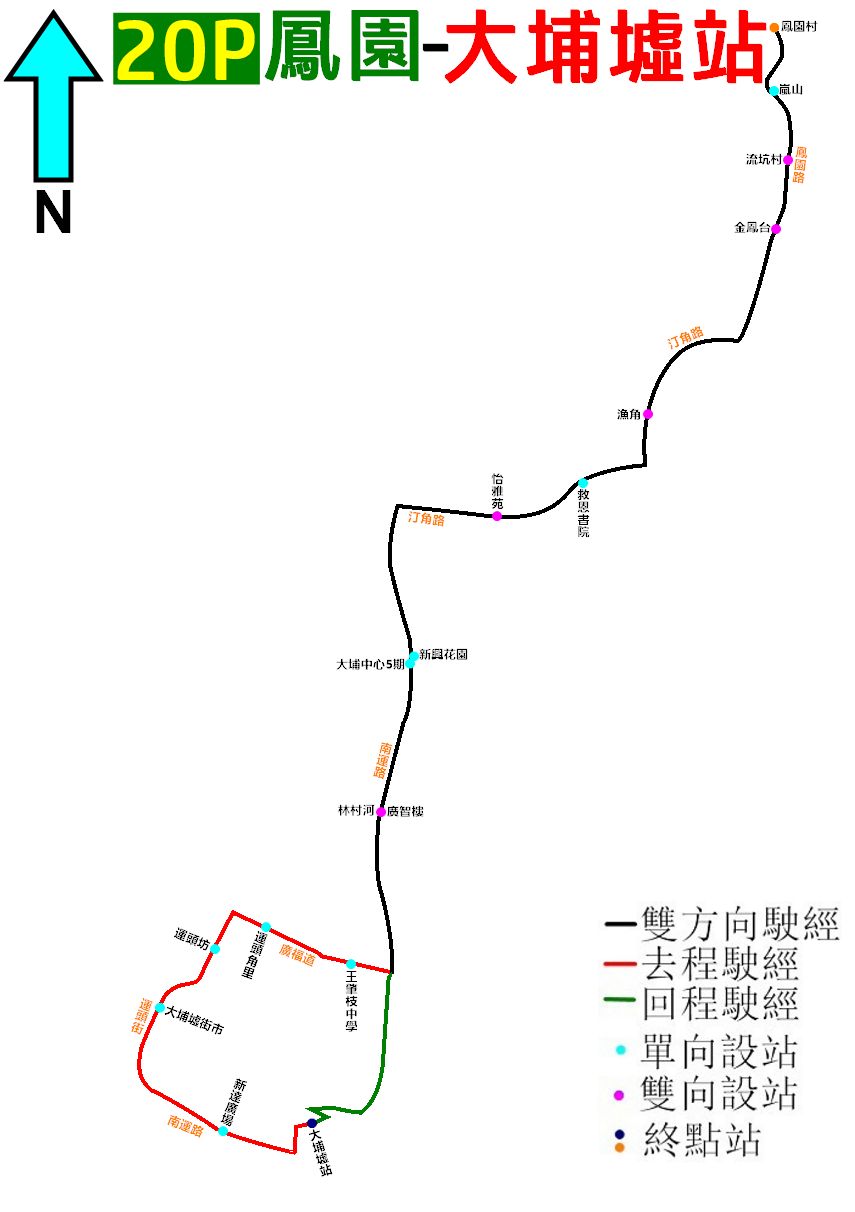
20P線的走線圖

- 鳳園開途經：鳳園路，汀角路，南運路，廣福道，運頭街，雅運路，大埔墟站總站，雅運路，南運路，汀角路，鳳園路。

## 收費
HK$6.1（不設分段收費）
| - 本線大小同價。 - 65歲或以上長者使用長者或個人八達通（包括「樂悠咭」），合資格殘疾人士（包括12歲以下合資格殘疾兒童）使用「殘疾人士身份」個人八達通，以及60至64歲香港居民使用「樂悠咭」繳付車資，均可享有每程$2.0或全費（以較低者為準）的票價優惠。 - 乘客可以現金或八達通於上車時付款，不設找續。 - 每位成人乘客可免費攜帶最多兩名3歲以下而不佔座位的兒童乘客乘車，超額之3歲以下小童必須繳付車費乘車。 |